# 小行星4982
小行星4982（4982 Bartini）是一颗绕太阳运转的小行星，为主小行星带小行星。该小行星于1977年8月14日发现。

## 轨道参数
小行星4982的轨道半长轴为2.7794544 UA，离心率为0.181。